# Eupterote quadrifasciata
Eupterote quadrifasciata är en fjärilsart som beskrevs av Moore 1879. Eupterote quadrifasciata ingår i släktet Eupterote och familjen Eupterotidae. Inga underarter finns listade i Catalogue of Life.